# Hosea Ballou Morse
Hosea Ballou Morse (publikációiban: H. B. Morse)( 1855–1934) kínai neve pinjin hangsúlyjelekkel: Mǎ Shì; magyar népszerű: Ma Si; hagyományos kínai: 馬士; egyszerűsített kínai: 马士) amerikai protestáns misszionárius, sinológus.

## Élete és munkássága
Hosea Ballou Morse a Harvard Egyetemen végzett 1874-ben, majd a Sir Robert Hart vezette Tengerészeti Vámhivatal szolgálatába lépett. Első állomáshelye Sanghajban volt, majd 1877-től Tiencsinben teljesített szolgálatot. Ezt követően Londonba helyezték, ahol 1881-ben megnősült, és a Royal Asiatic Society tagja lett. Miután ismét hosszú éveket szolgált vámhivatalnokként Kínában és Tajvanon, 1908-ban nyugdíjba vonult. Az első világháború idején brit állampolgár lett, és 1934-ben Angliában hunyt el.
Első jelentős munkáját visszavonulás évében, 1908-ban publikálta The Trade and Administration of the Chinese Empire, amely az első kötete volt az 1918-ra elkészült The International Relations of the Chinese Empire sorozatának. Ezt a művét 1957-ben kínaiul is megjelentették. Később a híres történész, sinológus, John K. Fairbank elismeréssel méltatta Morse munkásságát, és magát is a tanítványának tartotta.

## Főbb művei
- The international relations of the Chinese empire, 1900
- The gilds of China, with an account of the gild merchant or Co-hong of Canton, 1909
- The trade and administration of China, 1913